# The Nature of Space and Time
The Nature of Space and Time är en bok som dokumenterar en debatt om fysik mellan de brittiska teoretiska fysikerna Roger Penrose och Stephen Hawking. Boken utgavs 1996. Händelsen som är med i boken ägde rum 1994 vid Universitetet i Cambridge Isaac Newton Institute. Debatten var baserad på ett antal debatter som ägde rum mellan Albert Einstein och Niels Bohr.